# Orenstein & Koppel

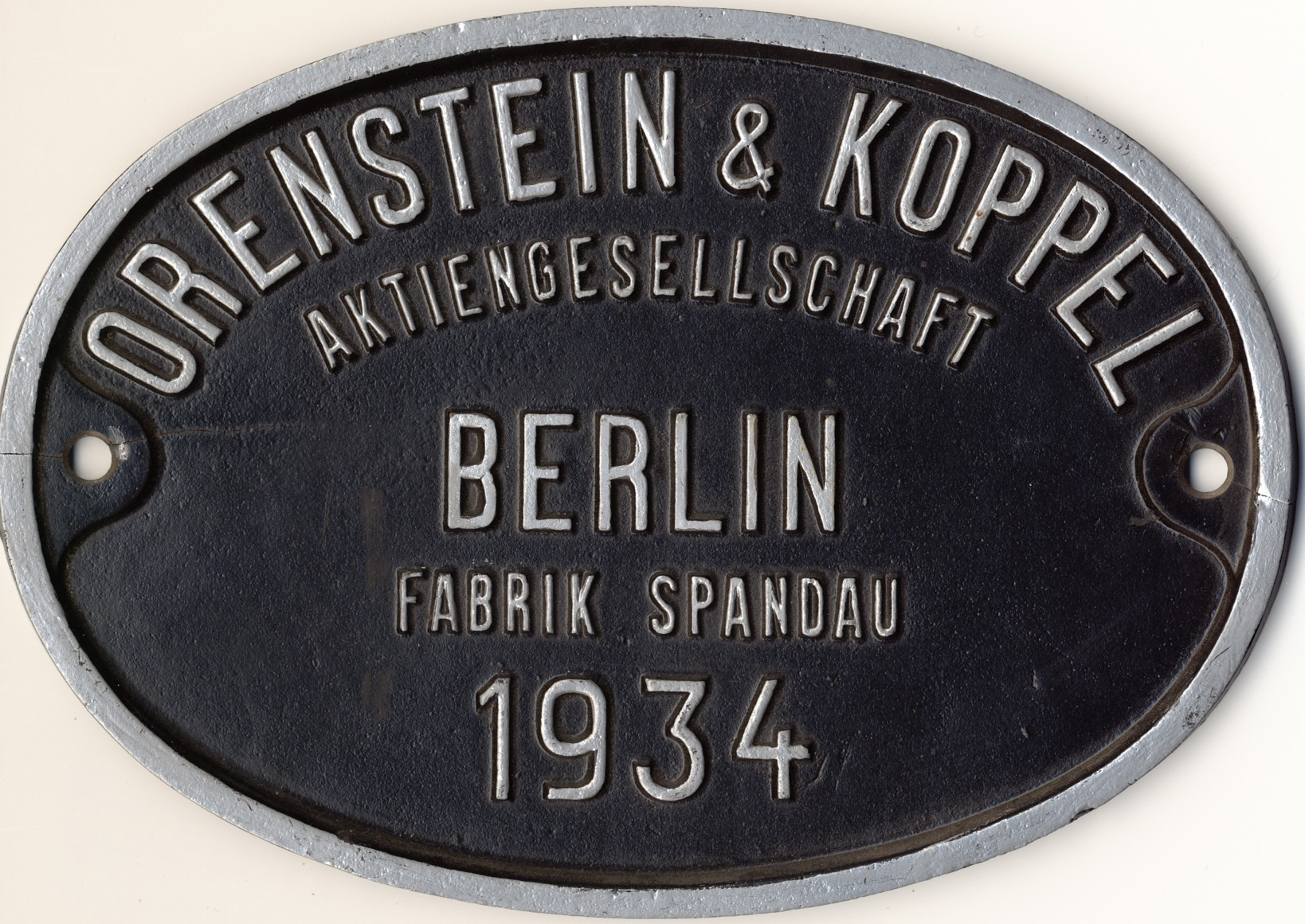

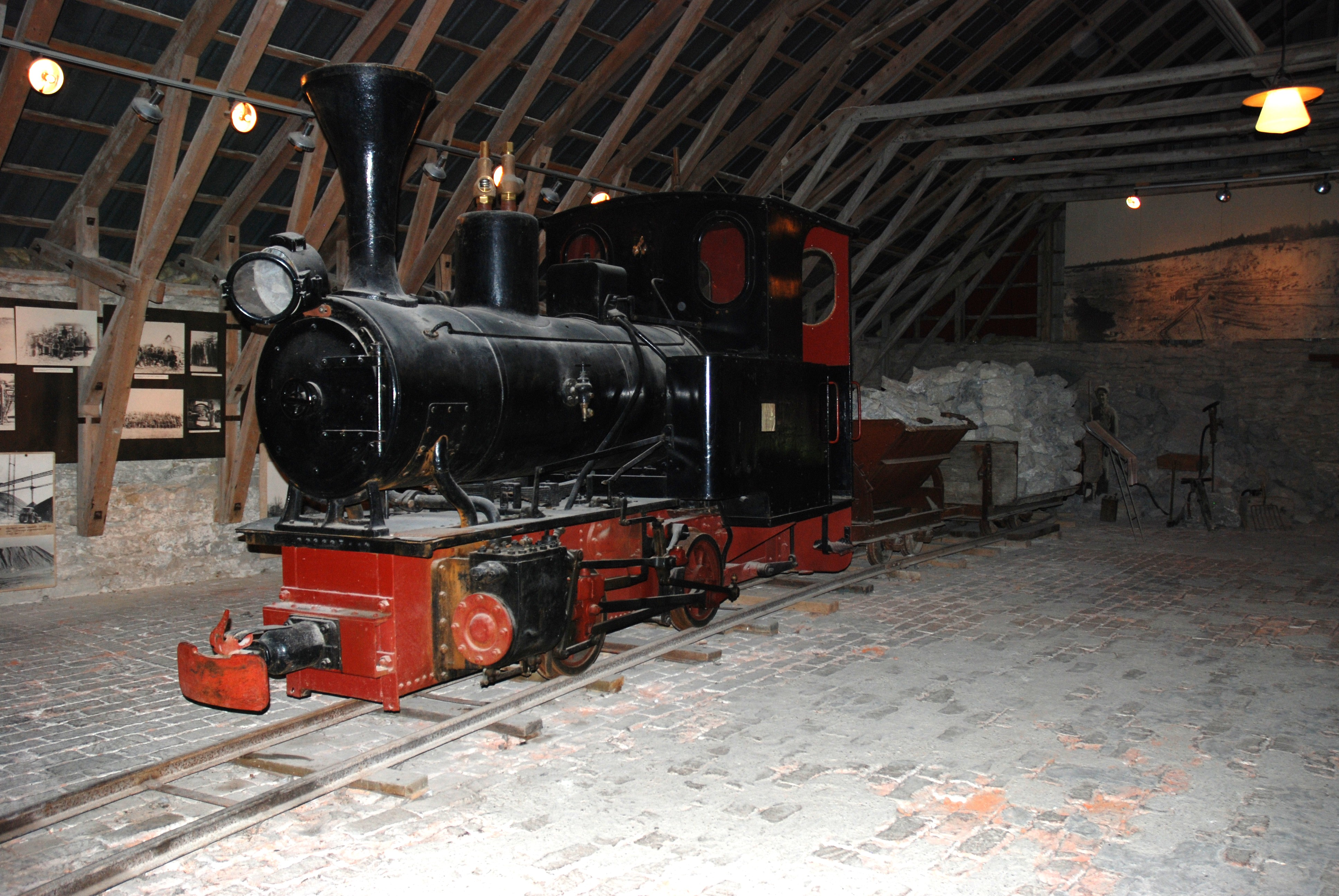
600 mm industrilok på Bläse kalkbruksmuseum

Orenstein & Koppel GmbH (O&K) var en tysk maskin- och loktillverkare som grundades 1876 i Berlin av Benno Orenstein och Arthur Koppel. Företaget tillverkade en rad produkter som byggmaskiner, traktorer, dumprar, bilkranar, rulltrappor, truckar och kompressorer. Företaget hade förutom i Berlin även produktion på andra orter i Tyskland och en stor andel export.

## Historik
Orenstein & Koppel var från början ett handelsbolag, som bland annat sålde skenor och grundades i Schlachtensee utanför Berlin. År 1886 förlades verksamheten till Tempelhofer Ufer i Berlin och verksamheten expanderade senare till Dortmund, Prag och Budapest, och dotterbolag bildades i Buenos Aires, Durban, Johannesburg, Kalkutta och på Java. Bolaget hade även tillverkning i Potsdam, Warszawa och Spandau. Orenstein & Koppel tillverkade lokomotiv och vagnar för gods- och persontrafik, från 1900 för normalspårsjärnväg. Verksamheten expanderade genom köpet av Lübecker Maschinenbau Gesellschaft som tillverkade byggmaskiner.
Bolaget tillverkade från 1930 även tunnelbane- och pendeltågsvagnar genom köpet av Dessauer Waggonfabrik. Bland annat tillverkade bolaget under 1970-talet vagnarna som går i Berlins tunnelbana. Under naziregimen tvingades familjen Orenstein, som var judar, att lämna bolaget som ariserades under ledning av en gammal vän till Herman Göring. Bolaget bytte namn till MBA och togs över av Hoesch AG. Efter andra världskriget återupptogs verksamheten 1949 under namnet Orenstein & Koppel AG. När Berlinmuren byggdes, förlades huvudkontoret till Dortmund och tillverkning fanns i Västberlin, Dortmund, Hagen, Hattingen och Lübeck.
År 1981 slutade O&K att tillverka lok och 1996 såldes tillverkningen av rulltrappor] till Kone. År 1998 följde försäljningen av grävmaskinstillverkningen till Teer och ingår sedan 2011 i Caterpillar. De resterande delarna av O&K såldes till CNH Industrial och förlades till Italien 2007.

## Galleri

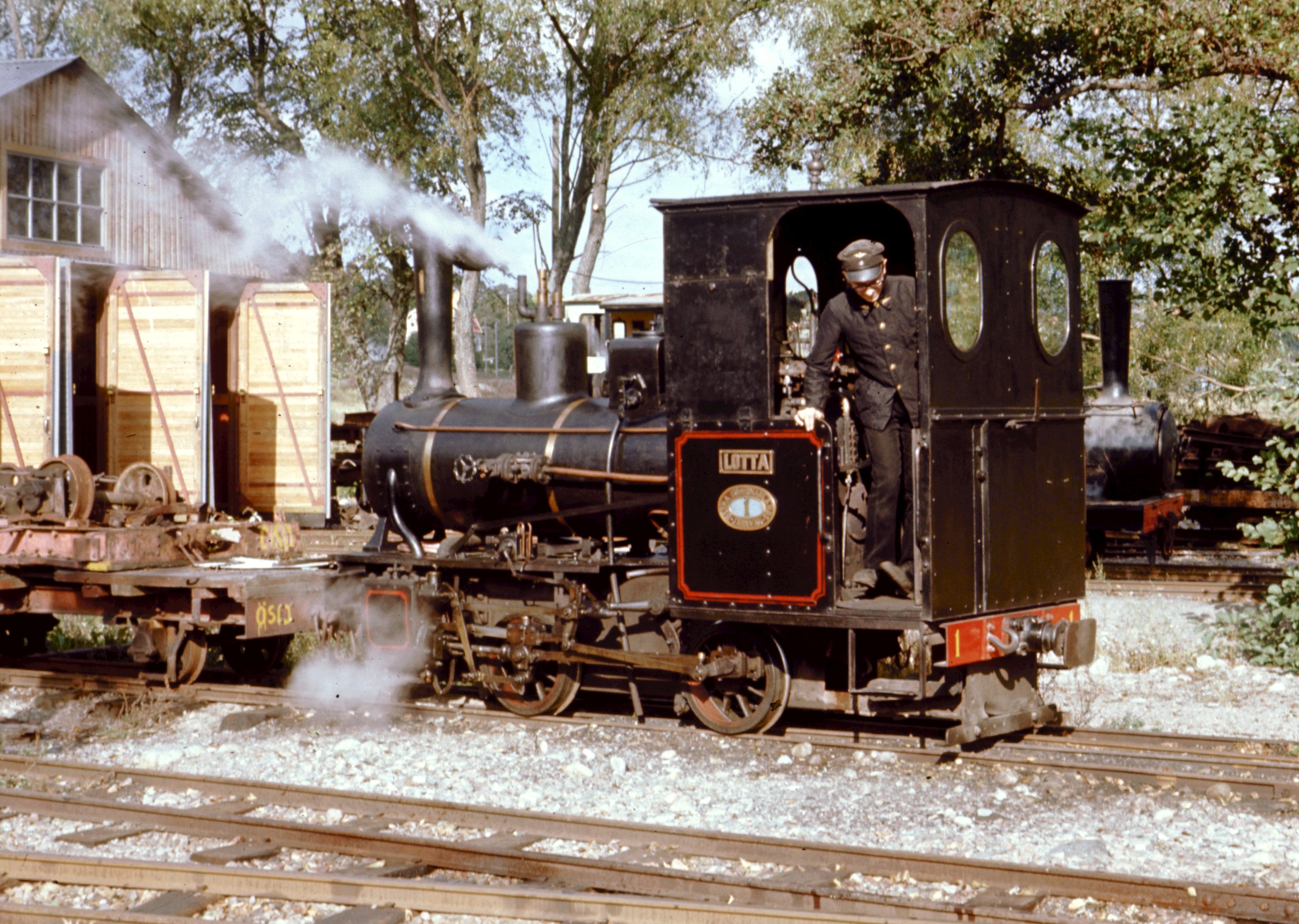
Ångloket Lotta, tillverkat 1913, på Östra Södermanlands Järnväg
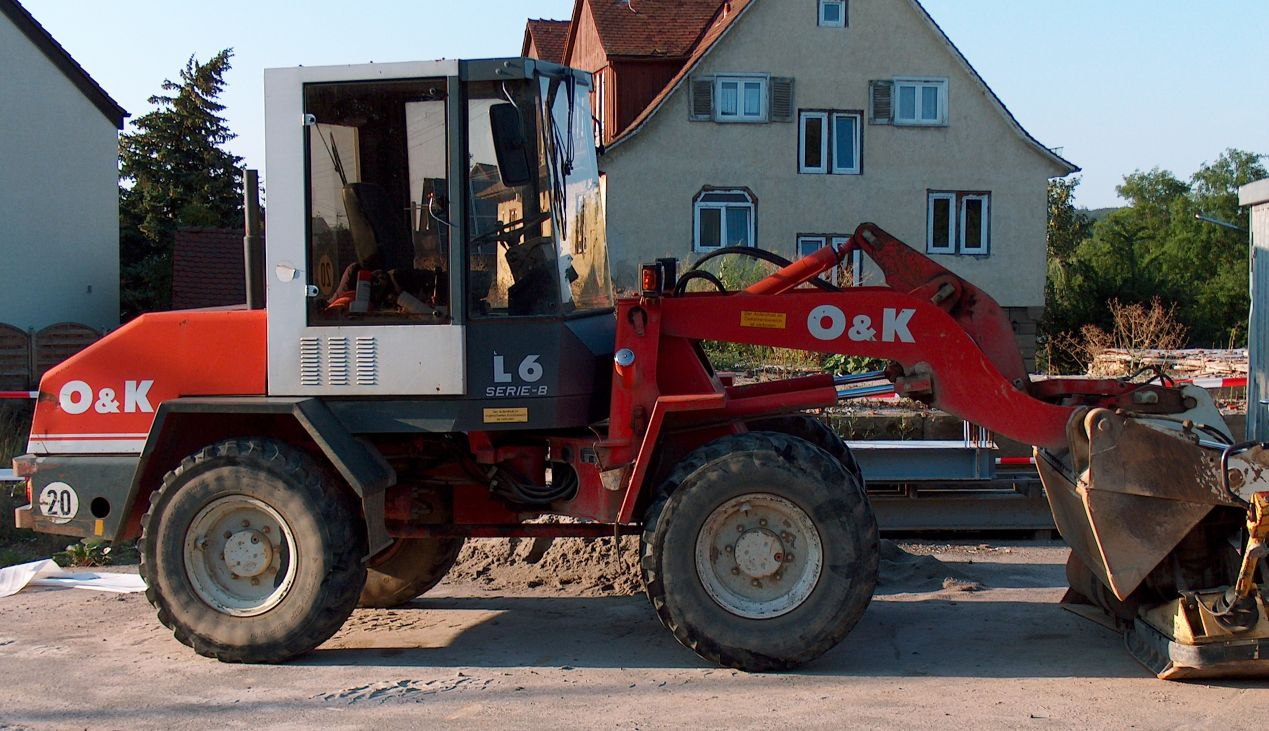
Lastmaskin
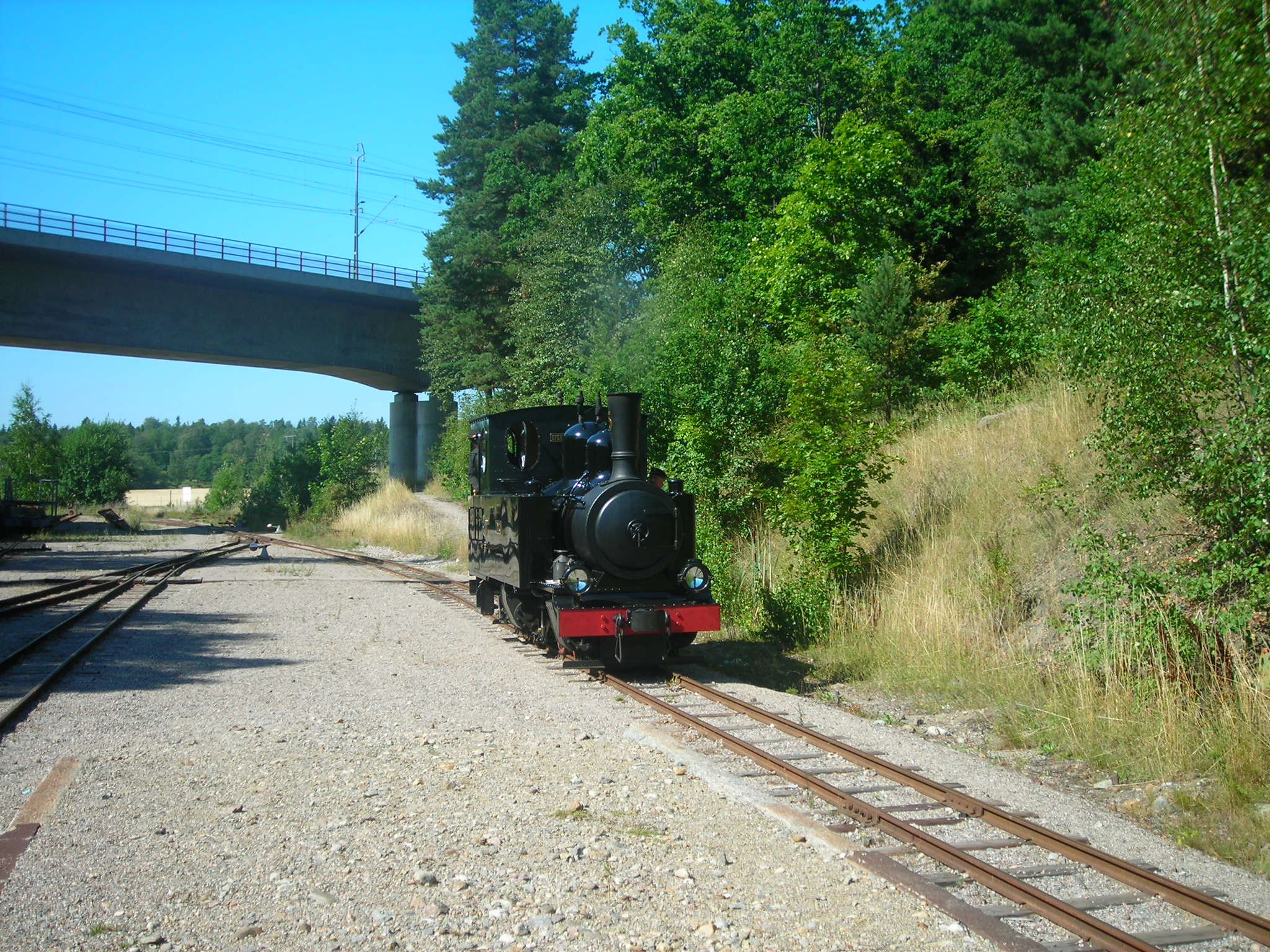
Malletloket Hamra, tillverkat 1902, på Östra Södermanlands Järnväg
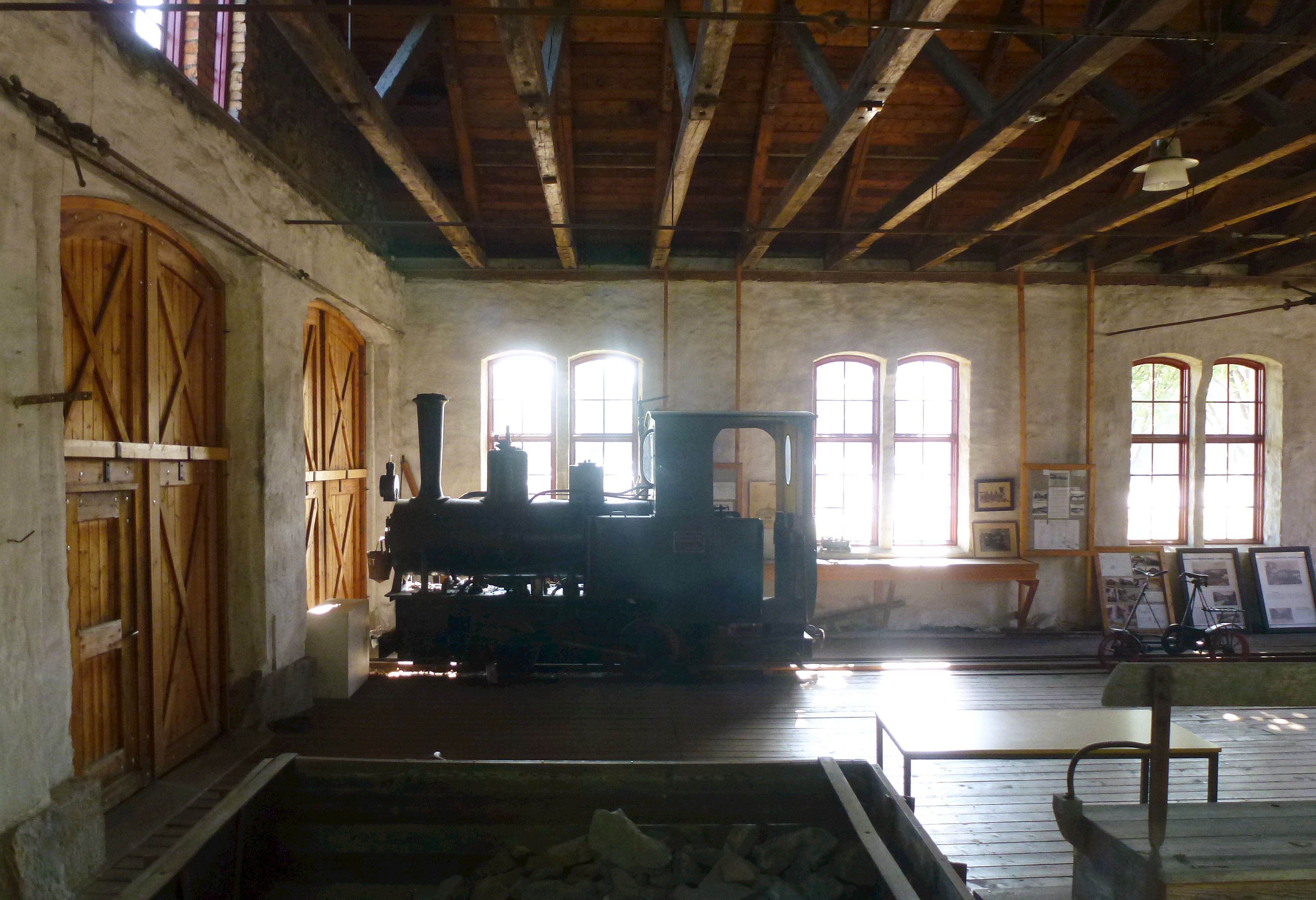
Lokstallet i Smedjebacken med ett lok tillverkat 1914 av Orenstein & Koppel
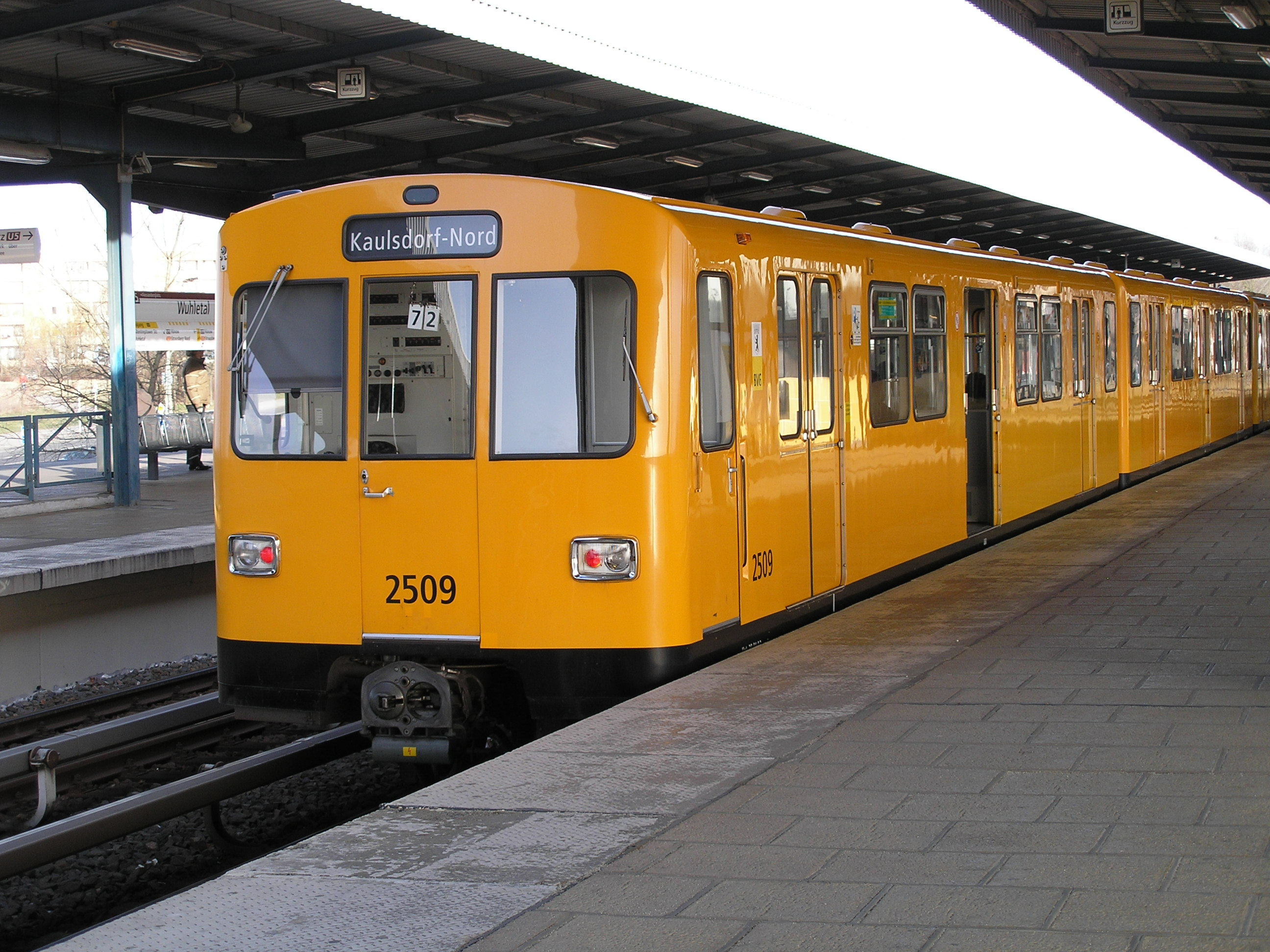
F-serien för Berlins tunnelbana
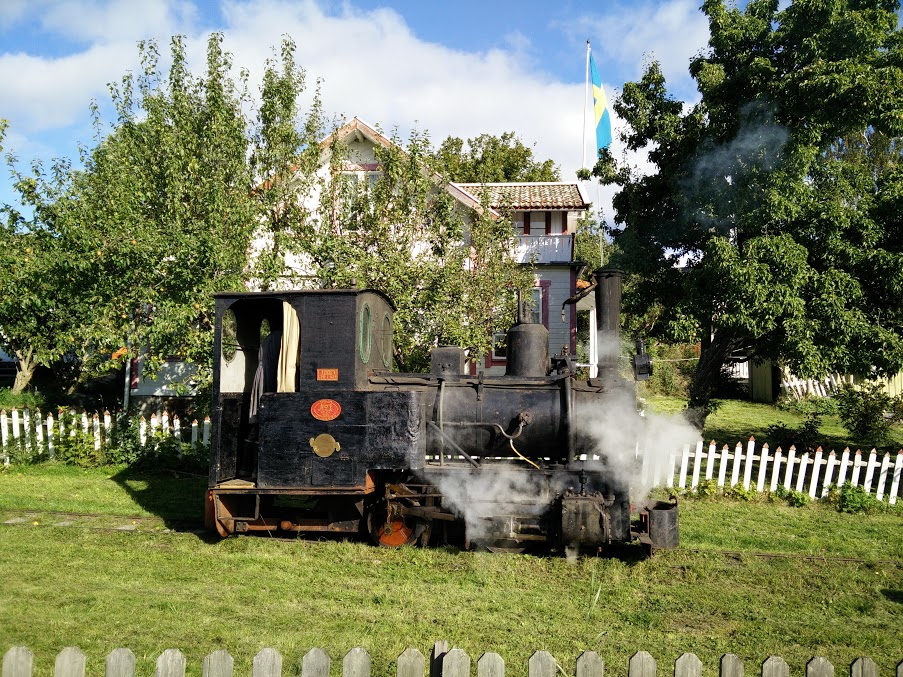
Ångloket Lappen, tillverkat 1904, på Möja Jernväg